# Campeonato Cearense de Futebol de 2019
O Campeonato Cearense de Futebol de 2019 (Cearense Polo Wear 2019, por motivos de patrocínio) foi a 105ª edição do torneio. A competição premiou os clubes com duas vagas para a Copa do Brasil de 2020, uma para a Copa do Nordeste de 2020 e duas para a Série D de 2020. O regulamento foi modificado em relação à edição anterior, e permitiu que as duas equipes participantes da Copa do Nordeste de 2019, Ceará e Fortaleza, iniciassem a disputa somente a partir da segunda fase do torneio.  

## Regulamento
O Campeonato será disputado em quatro fases: Primeira Fase, Segunda Fase, Semifinal e Final. 
Na Primeira Fase, todos os clubes participantes, exceto Ceará e Fortaleza, jogam entre si em partidas de ida, totalizando sete jogos para cada clube. Ao final, os seis primeiros estarão classificados para a Segunda Fase. Em contrapartida, os clubes colocados em 7º e 8º lugares descenderão para a Série B de 2020. Em caso de empate em pontos ganhos entre dois ou mais clubes ao final da Primeira Fase, o desempate, para efeito de classificação, será efetuado observando-se os critérios abaixo: 
1. Maior número de vitórias;
2. Maior saldo de gols;
3. Maior número de gols pró;
4. Confronto direto (entre dois clubes somente);
5. Sorteio.

Na Segunda Fase, os seis clubes classificados na Primeira Fase, além de Ceará e Fortaleza, jogam entre si em partidas de ida, totalizando sete jogos para cada clube. Ao final, os quatro primeiros estarão classificados para a Semifinal. Em caso de empate em pontos ganhos entre dois ou mais clubes ao final da Segunda Fase, o desempate, para efeito de classificação, será efetuado observando-se os critérios abaixo, considerando apenas as partidas disputadas na Segunda Fase:
1. Maior número de vitórias;
2. Maior saldo de gols;
3. Maior número de gols pró;
4. Confronto direto (entre dois clubes somente);
5. Sorteio.

Na Semifinal, os quatro clubes qualificados jogarão ida e volta, com mando de campo do segundo jogo para o clube com melhor classificação na Segunda Fase nos seguintes grupos:
- GRUPO C: 1° Colocado da Segunda Fase x 4° Colocado da Segunda Fase
- GRUPO D: 2° Colocado da Segunda Fase x 3° Colocado da Segunda Fase

Ao final dos dois jogos, em caso de empate em pontos e no saldo de gols, o clube com melhor classificação na Segunda Fase estará classificado.
Na Final, os clubes vencedores do confronto semifinal jogarão ida e volta, com mando de campo do segundo jogo para o clube de melhor campanha, considerados os seguintes critérios:
1. Maior quantidade de pontos ganhos somando a Segunda Fase e a Semifinal;
2. Maior número de vitórias somando a Segunda Fase e a Semifinal;
3. Maior saldo de gols somando a Segunda Fase e a Semifinal;
4. Maior número de gols marcados somando a Segunda Fase e a Semifinal;
5. Melhor classificação na Segunda Fase.

Em caso de empate em pontos ganhos e em saldo de gols entre os dois clubes ao final da segunda partida, o campeão será a equipe de melhor campanha, segundo os mesmos critérios para definição do mando de campo da final.
O campeão garantirá uma vaga na Copa do Nordeste de 2020, junto com o 1º colocado da Primeira Fase receberão as duas vagas na Copa do Brasil de 2020, e as duas melhores equipes classificadas, excluindo Ceará, Fortaleza e Ferroviário, receberão duas vagas na Série D de 2020. A equipe de melhor campanha que não seja sediada em Fortaleza conquistará o título de Campeã do Interior 2019 e receberá a Taça Padre Cícero.

## Participantes
| Equipe              | Cidade            | Em 2018      | Estádio (capacidade)    | Títulos             |
| ------------------- | ----------------- | ------------ | ----------------------- | ------------------- |
| Atlético Cearense   | Fortaleza         | 3º (Série A) | Arena Castelão (63.903) | 0 (não possui)      |
| Barbalha            | Barbalha          | 1º (Série B) | Lírio Callou (3.000)    | 0 (não possui)      |
| Ceará               | Fortaleza         | 1º (Série A) | Arena Castelão (63.903) | 45 (último em 2018) |
| Ferroviário         | Fortaleza         | 6º (Série A) | Arena Castelão (63.903) | 9 (último em 1995)  |
| Floresta            | Fortaleza         | 4º (Série A) | Arena Castelão (63.903) | 0 (não possui)      |
| Fortaleza           | Fortaleza         | 2º (Série A) | Arena Castelão (63.903) | 41 (último em 2016) |
| Guarani de Juazeiro | Juazeiro do Norte | 8º (Série A) | Romeirão (10.000)       | 0 (não possui)      |
| Guarany de Sobral   | Sobral            | 2º (Série B) | Junco (8.584)           | 0 (não possui)      |
| Horizonte           | Horizonte         | 7º (Série A) | Domingão (10.400)       | 0 (não possui)      |
| Iguatu              | Iguatu            | 5º (Série A) | Morenão (8.000)         | 0 (não possui)      |

## Primeira Fase
| Classificação | Classificação       | Classificação | Classificação | Classificação | Classificação | Classificação | Classificação | Classificação | Classificação | Classificação | Classificação |
| Pos           | Times               | Pts           | J             | V             | E             | D             | GP            | GC            | SG            | %             |               |
| ------------- | ------------------- | ------------- | ------------- | ------------- | ------------- | ------------- | ------------- | ------------- | ------------- | ------------- | ------------- |
| 1             | Barbalha            | 15            | 7             | 4             | 3             | 0             | 12            | 5             | +7            | 71.4          |               |
| 2             | Atlético Cearense   | 12            | 7             | 4             | 0             | 3             | 14            | 9             | +5            | 57.1          |               |
| 3             | Ferroviário         | 11            | 7             | 3             | 2             | 2             | 14            | 9             | +5            | 52.4          |               |
| 4             | Guarany de Sobral   | 11            | 7             | 2             | 5             | 0             | 5             | 2             | +3            | 52.4          |               |
| 5             | Floresta            | 8             | 7             | 2             | 2             | 3             | 10            | 11            | −1            | 38.1          |               |
| 6             | Horizonte           | 8             | 7             | 1             | 5             | 1             | 5             | 6             | −1            | 38.1          |               |
| 7             | Iguatu              | 5             | 7             | 1             | 2             | 4             | 8             | 15            | −7            | 23.8          |               |
| 8             | Guarani de Juazeiro | 4             | 7             | 1             | 1             | 5             | 1             | 12            | −11           | 19.0          |               |

|  |                                                                  |
|  | Classificado para a Segunda Fase e para a Copa do Brasil de 2020 |
|  | Classificados para a Segunda Fase                                |
|  | Rebaixados para a Série B de 2020                                |

| Resultados          | Resultados | Resultados | Resultados | Resultados | Resultados | Resultados | Resultados | Resultados |
|                     | ATC        | BAR        | FER        | FLO        | GJU        | GSO        | HOR        | IGU        |
| ------------------- | ---------- | ---------- | ---------- | ---------- | ---------- | ---------- | ---------- | ---------- |
| Atlético Cearense   | —          |            |            | 3–2        | 0–1        |            | 2–0        | 5–1        |
| Barbalha            | 2–1        | —          |            | 3–2        |            |            |            | 2–0        |
| Ferroviário         | 2–3        | 1–1        | —          | 2–1        |            |            |            | 4–1        |
| Floresta            |            |            |            | —          | 1–0        | 0–0        | 1–1        |            |
| Guarani de Juazeiro |            | 0–3        | 0–4        |            | —          | 0–0        | 0–1        |            |
| Guarany de Sobral   | 1–0        | 1–1        | 2–0        |            |            | —          |            | 0–0        |
| Horizonte           |            | 0–0        | 1–1        |            |            | 1–1        | —          |            |
| Iguatu              |            |            |            | 2–3        | 3–0        |            | 1–1        | —          |

|  |                      |
|  | Vitória do Mandante  |
|  | Empate               |
|  | Vitória do Visitante |

| Classificação | Classificação       | Classificação | Classificação | Classificação | Classificação | Classificação | Classificação | Classificação | Classificação | Classificação | Classificação |
| Pos           | Times               | Pts           | J             | V             | E             | D             | GP            | GC            | SG            | %             |               |
| ------------- | ------------------- | ------------- | ------------- | ------------- | ------------- | ------------- | ------------- | ------------- | ------------- | ------------- | ------------- |
| 1             | Barbalha            | 15            | 7             | 4             | 3             | 0             | 12            | 5             | +7            | 71.4          |               |
| 2             | Atlético Cearense   | 12            | 7             | 4             | 0             | 3             | 14            | 9             | +5            | 57.1          |               |
| 3             | Ferroviário         | 11            | 7             | 3             | 2             | 2             | 14            | 9             | +5            | 52.4          |               |
| 4             | Guarany de Sobral   | 11            | 7             | 2             | 5             | 0             | 5             | 2             | +3            | 52.4          |               |
| 5             | Floresta            | 8             | 7             | 2             | 2             | 3             | 10            | 11            | −1            | 38.1          |               |
| 6             | Horizonte           | 8             | 7             | 1             | 5             | 1             | 5             | 6             | −1            | 38.1          |               |
| 7             | Iguatu              | 5             | 7             | 1             | 2             | 4             | 8             | 15            | −7            | 23.8          |               |
| 8             | Guarani de Juazeiro | 4             | 7             | 1             | 1             | 5             | 1             | 12            | −11           | 19.0          |               |

|  |                                                                  |
|  | Classificado para a Segunda Fase e para a Copa do Brasil de 2020 |
|  | Classificados para a Segunda Fase                                |
|  | Rebaixados para a Série B de 2020                                |

| Resultados          | Resultados | Resultados | Resultados | Resultados | Resultados | Resultados | Resultados | Resultados |
|                     | ATC        | BAR        | FER        | FLO        | GJU        | GSO        | HOR        | IGU        |
| ------------------- | ---------- | ---------- | ---------- | ---------- | ---------- | ---------- | ---------- | ---------- |
| Atlético Cearense   | —          |            |            | 3–2        | 0–1        |            | 2–0        | 5–1        |
| Barbalha            | 2–1        | —          |            | 3–2        |            |            |            | 2–0        |
| Ferroviário         | 2–3        | 1–1        | —          | 2–1        |            |            |            | 4–1        |
| Floresta            |            |            |            | —          | 1–0        | 0–0        | 1–1        |            |
| Guarani de Juazeiro |            | 0–3        | 0–4        |            | —          | 0–0        | 0–1        |            |
| Guarany de Sobral   | 1–0        | 1–1        | 2–0        |            |            | —          |            | 0–0        |
| Horizonte           |            | 0–0        | 1–1        |            |            | 1–1        | —          |            |
| Iguatu              |            |            |            | 2–3        | 3–0        |            | 1–1        | —          |

|  |                      |
|  | Vitória do Mandante  |
|  | Empate               |
|  | Vitória do Visitante |

### Desempenho por Rodada
Clubes que lideraram ao final de cada rodada:
| 1   | 2   | 3   | 4   | 5   | 6   | 7   |
| BAR | ATC | BAR | BAR | BAR | BAR | BAR |

Clubes que ficaram na última posição ao final de cada rodada:
| 1   | 2   | 3   | 4   | 5   | 6   | 7   |
| IGU | GJU | GJU | IGU | IGU | IGU | GJU |

## Segunda Fase
| Classificação | Classificação     | Classificação | Classificação | Classificação | Classificação | Classificação | Classificação | Classificação | Classificação | Classificação | Classificação |
| Pos           | Times             | Pts           | J             | V             | E             | D             | GP            | GC            | SG            | %             |               |
| ------------- | ----------------- | ------------- | ------------- | ------------- | ------------- | ------------- | ------------- | ------------- | ------------- | ------------- | ------------- |
| 1             | Ceará             | 15            | 7             | 4             | 3             | 0             | 17            | 4             | +13           | 71.4          |               |
| 2             | Fortaleza         | 11            | 7             | 3             | 2             | 2             | 7             | 5             | +2            | 52.4          |               |
| 3             | Guarany de Sobral | 10            | 7             | 3             | 1             | 3             | 9             | 9             | 0             | 47.6          |               |
| 4             | Floresta          | 10            | 7             | 3             | 1             | 3             | 5             | 8             | −3            | 47.6          |               |
| 5             | Atlético Cearense | 10            | 7             | 2             | 4             | 1             | 8             | 7             | +1            | 47.6          |               |
| 6             | Ferroviário       | 8             | 7             | 2             | 2             | 3             | 10            | 12            | −2            | 38.1          |               |
| 7             | Horizonte         | 8             | 7             | 2             | 2             | 3             | 5             | 9             | −4            | 38.1          |               |
| 8             | Barbalha          | 3             | 7             | 0             | 3             | 4             | 4             | 11            | −7            | 14.3          |               |

|  |                                |
|  | Classificados para a Semifinal |

| Resultados        | Resultados | Resultados | Resultados | Resultados | Resultados | Resultados | Resultados | Resultados |
|                   | ATC        | BAR        | CEA        | FER        | FLO        | FOR        | GSO        | HOR        |
| ----------------- | ---------- | ---------- | ---------- | ---------- | ---------- | ---------- | ---------- | ---------- |
| Atlético Cearense | —          |            |            |            | 0–0        | 2–1        | 1–1        |            |
| Barbalha          | 0–0        | —          | 1–1        |            |            |            |            | 1–1        |
| Ceará             | 1–1        |            | —          |            |            |            | 3–0        | 2–0        |
| Ferroviário       | 4–1        | 1–0        | 2–6        | —          |            |            |            | 1–1        |
| Floresta          |            | 1–0        | 0–4        | 2–1        | —          |            |            | 0–1        |
| Fortaleza         |            | 3–1        | 0–0        | 0–0        | 2–1        | —          |            |            |
| Guarany de Sobral |            | 4–1        |            | 2–1        | 0–1        | 0-1        | —          |            |
| Horizonte         | 0–3        |            |            |            |            | 1–0        | 1–2        | —          |

|  |                      |
|  | Vitória do Mandante  |
|  | Empate               |
|  | Vitória do Visitante |

| Classificação | Classificação     | Classificação | Classificação | Classificação | Classificação | Classificação | Classificação | Classificação | Classificação | Classificação | Classificação |
| Pos           | Times             | Pts           | J             | V             | E             | D             | GP            | GC            | SG            | %             |               |
| ------------- | ----------------- | ------------- | ------------- | ------------- | ------------- | ------------- | ------------- | ------------- | ------------- | ------------- | ------------- |
| 1             | Ceará             | 15            | 7             | 4             | 3             | 0             | 17            | 4             | +13           | 71.4          |               |
| 2             | Fortaleza         | 11            | 7             | 3             | 2             | 2             | 7             | 5             | +2            | 52.4          |               |
| 3             | Guarany de Sobral | 10            | 7             | 3             | 1             | 3             | 9             | 9             | 0             | 47.6          |               |
| 4             | Floresta          | 10            | 7             | 3             | 1             | 3             | 5             | 8             | −3            | 47.6          |               |
| 5             | Atlético Cearense | 10            | 7             | 2             | 4             | 1             | 8             | 7             | +1            | 47.6          |               |
| 6             | Ferroviário       | 8             | 7             | 2             | 2             | 3             | 10            | 12            | −2            | 38.1          |               |
| 7             | Horizonte         | 8             | 7             | 2             | 2             | 3             | 5             | 9             | −4            | 38.1          |               |
| 8             | Barbalha          | 3             | 7             | 0             | 3             | 4             | 4             | 11            | −7            | 14.3          |               |

|  |                                |
|  | Classificados para a Semifinal |

| Resultados        | Resultados | Resultados | Resultados | Resultados | Resultados | Resultados | Resultados | Resultados |
|                   | ATC        | BAR        | CEA        | FER        | FLO        | FOR        | GSO        | HOR        |
| ----------------- | ---------- | ---------- | ---------- | ---------- | ---------- | ---------- | ---------- | ---------- |
| Atlético Cearense | —          |            |            |            | 0–0        | 2–1        | 1–1        |            |
| Barbalha          | 0–0        | —          | 1–1        |            |            |            |            | 1–1        |
| Ceará             | 1–1        |            | —          |            |            |            | 3–0        | 2–0        |
| Ferroviário       | 4–1        | 1–0        | 2–6        | —          |            |            |            | 1–1        |
| Floresta          |            | 1–0        | 0–4        | 2–1        | —          |            |            | 0–1        |
| Fortaleza         |            | 3–1        | 0–0        | 0–0        | 2–1        | —          |            |            |
| Guarany de Sobral |            | 4–1        |            | 2–1        | 0–1        | 0-1        | —          |            |
| Horizonte         | 0–3        |            |            |            |            | 1–0        | 1–2        | —          |

|  |                      |
|  | Vitória do Mandante  |
|  | Empate               |
|  | Vitória do Visitante |

### Desempenho por Rodada
Clubes que lideraram ao final de cada rodada:
| 1   | 2 | 3 | 4 | 5 | 6 | 7 |
| CEA |   |   |   |   |   |   |

Clubes que ficaram na última posição ao final de cada rodada:
| 1   | 2   | 3   | 4   | 5   | 6   | 7   |
| FLO | HOR | BAR | BAR | BAR | BAR | BAR |

## Fase final
Em itálico, os times que possuem o mando de campo no primeiro jogo do confronto e em negrito os times classificados.
|  | Semifinais        | Semifinais | Semifinais | Semifinais |   |           | Final | Final | Final | Final |
|  |                   |            |            |            |   |           |       |       |       |       |
|  | Floresta          | 2          | 0          | 2          |   |           |       |       |       |       |
|  | Ceará             | 2          | 4          | 6          |   |           |       |       |       |       |
|  | Ceará             | 2          | 4          | 6          |   | Fortaleza | 2     | 1     | 3     |       |
|  |                   |            |            |            |   | Fortaleza | 2     | 1     | 3     |       |
|  |                   | Ceará      | 0          | 0          | 0 |           |       |       |       |       |
|  | Guarany de Sobral | Ceará      | 0          | 0          | 0 | 0         | 0     | 0     |       |       |
|  | Guarany de Sobral |            |            |            |   | 0         | 0     | 0     |       |       |
|  | Fortaleza         | 1          | 1          | 2          |   |           |       |       |       |       |

### Final
| Equipe 1  | Total | Equipe 2 | 1.º jogo | 2.º jogo |
| --------- | ----- | -------- | -------- | -------- |
| Fortaleza | 3 – 0 | Ceará    | 2 – 0    | 1 – 0    |

#### Jogos de Ida
| Domingo, 14 de abril | Fortaleza       | 2 – 0          | Ceará | Estádio Castelão, Fortaleza                                    |
| 16:00                | Edinho 45', 50' | Súmula Borderô |       | Público: 32 093 Renda: R$ 436.471,00 Árbitro: SP Raphael Claus |

| Fortaleza | Ceará |

#### Jogos de Volta
| Domingo, 21 de abril | Ceará | 0 – 1          | Fortaleza         | Arena Castelão, Fortaleza                                                    |
| 16:00                |       | Súmula Borderô | 5' Roger Carvalho | Público: 42 197 pagantes Renda: R$ 1 013 559,00 Árbitro: RS Anderson Daronco |

| Ceará | Fortaleza |

## Premiação

### Campeão
| Campeão Cearense 2019          |
| Fortaleza                      |
| ------------------------------ |
| Fortaleza Campeão (42º título) |

### Campeão do Interior
| Taça Padre Cícero 2019                |
| Sobral                                |
| ------------------------------------- |
| Guarany de Sobral Campeão (2º título) |

## Classificação Geral
A classificação geral dá prioridade ao time que avançou mais fases, e ao campeão, ainda que tenham menor pontuação. Segundo o art. 19 do Regulamento, as partidas da Primeira Fase são desconsideradas para definir a classificação geral, exceto no caso das equipes rebaixadas.

### Campeonato Cearense
- a. ^  O Fortaleza foi campeão da Copa do Nordeste 2019, classificando-se diretamente para as oitavas da Copa do Brasil 2020. O Ceará herdou a vaga na fase inicial por ter sido o 2º colocado.[3]

## Artilharia
- Atualizado até 15 de abril de 2019[1]

## Médias de Públicos
| Pos | Time                | Média  | Jogos | Total   |
| --- | ------------------- | ------ | ----- | ------- |
| 1   | Fortaleza           | 20.103 | 6     | 120.618 |
| 2   | Ceará               | 12.245 | 5     | 61.225  |
| 3   | Guarany de Sobral   | 1.488  | 7     | 10.415  |
| 4   | Barbalha            | 843    | 4     | 3.375   |
| 5   | Atlético Cearense   | 728    | 6     | 4.371   |
| 6   | Ferroviário         | 573    | 6     | 3.437   |
| 7   | Horizonte           | 548    | 5     | 2.739   |
| 8   | Guarani de Juazeiro | 336    | 4     | 1.344   |
| 9   | Iguatu              | 276    | 3     | 828     |
| 10  | Floresta            | 194    | 6     | 1.167   |

## Premiação (Troféu Verdes Mares)
- Craque do Campeonato: Edinho (Fortaleza)

- Craque da Galera: Júnior Santos (Fortaleza)

- Seleção do campeonato:
  - Goleiro: Felipe Alves (Fortaleza)
  - Zagueiros:Juan Quintero (Fortaleza) e Luiz Otávio (Ceará)
  - Laterais: Samuel Xavier (Ceará) e Zé Carlos (Floresta)
  - Volantes: Fabinho (Ceará) e Felipe (Fortaleza)
  - Meio-campistas: Felipe Silva (Ceará)
  - Atacantes: Edinho (Fortaleza), Edson Cariús (Ferroviário) e Osvaldo (Fortaleza)

- Artilheiro: Edson Cariús (Ferroviário)

- Melhor técnico: Rogério Ceni (Fortaleza)

- Melhor árbitro: César Magalhães

- Melhor assistente (árbitro): Carolina Romanholi

- Revelação: Renê (Floresta)

- Homenageado - (Troféu Pedro Basílio): Jorge Veras